# Mongo Soul
Mongo Soul è un album di Mongo Santamaría, pubblicato dalla Riverside Records nel 1969.

## Tracce
Lato A
1. Yeh Yeh – 3:05 (Rodgers Grant, Pat Patrick)
2. Watermelon Man – 2:21 (Herbie Hancock)
3. Don't Bother Me No More – 2:26 (Bobby Capers)
4. Happy Now – 3:06 (Mongo Santamaría)
5. Congo Blue – 7:26 (Mongo Santamaría)

Lato B
1. Fatback – 5:23 (Bobby Capers)
2. El Toro – 6:28 (Valerie Capers)
3. Get the Money – 3:28 (Marty Sheller)
4. Que lindas son – 4:38 (Mongo Santamaría)

## Musicisti
Brani A1, A2, A3 & B3
- Mongo Santamaría - congas, bongos
- Marty Sheller - tromba
- Rodgers Grant - pianoforte
- Bobby Capers - flauto, sassofono
- Pat Patrick - flauto, sassofono
- Victor Venegas - basso
- Joseph Gorgàs - percussioni
- "Kako" (Francisco Angel Bastar) - percussioni
- Osvaldo Martínez - percussioni
- Ray Lucas - percussioni

Brani A4 & A5
- Mongo Santamaría - congas, bongos
- Pat Patrick - flauto, sassofono
- Al Abreu - flauto, sassofono
- Paul Serrano - tromba
- Chick Corea - pianoforte
- José DePaulo - chitarra
- "To-Tiko" (Totico) - percussioni
- Julio Collazo - percussioni

Brani B1 & B2
- Mongo Santamaría - congas, bongos
- Marty Sheller - tromba
- Rodgers Grant - pianoforte
- Bobby Capers - flauto, sassofono
- Pat Patrick - flauto, sassofono
- Victor Venegas - basso
- Osvaldo Martinez - percussioni
- Frank Hernandez - percussioni
- Julian Cabrera - percussioni

Brano B4
- Mongo Santamaría - congas, bongos
- Marty Sheller - tromba
- Alfredo Chocolate Armenteros - tromba
- René Hernandez - pianoforte
- Bobby Capers - flauto, sassofono
- Pat Patrick - flauto, sassofono
- Victor Venegas - basso
- Osvaldo Martinez - percussioni
- "Kako" (Francisco Angel Bastar) - percussioni
- Frank Valerino - percussioni